# Atys sandersoni
Atys sandersoni är en snäckart som beskrevs av Dall 1881. Atys sandersoni ingår i släktet Atys och familjen Haminoeidae. Inga underarter finns listade i Catalogue of Life.